# Tito Lessi

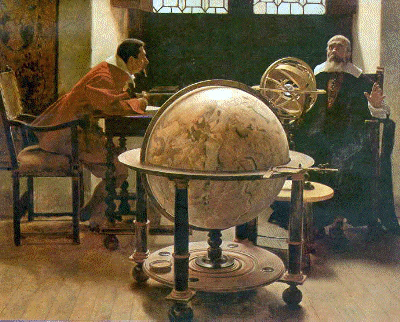
Galileo e Viviani, 1892, Tito Lessi.

Tito Lessi (1858-1917) was een Italiaanse kunstschilder. Hij werd geboren in Florence, waar hij aan de Academie voor Schone Kunsten studeerde. Hij begon als aquarellist. 
Tussen 1880 en 1896 woonde hij in Parijs, waar hij zijn belangrijkste werken schilderde. Hiertoe behoort Galileo e Viviani, dat in 1893 in de Champs Élysées Salon tentoongesteld werd en een gouden medaille won. Hij keerde daarna terug naar Florence, waar hij een teruggetrokken leven leidde. Zijn laatste jaren stonden geheel in het teken van het illustreren van Giovanni Boccaccio's (1313-1375) Decamerone voor uitgever Alinari.
- Bibliothèque nationale de France: cb14957696h (data)
- Gemeinsame Normdatei: 1036870367
- International Standard Name Identifier: 0000 0000 6663 308X
- Library of Congress Control Number: n2020058810
- Musée national d'archéologie, d'histoire et d'art: lkl010552
- RKD-Nederlands Instituut voor Kunstgeschiedenis: 49600
- Istituto Centrale per il Catalogo Unico: CUBV022016
- Union List of Artist Names: 500000819
- Virtual International Authority File: 61817803